# جائزة بريطانيا الكبرى 1955
جائزة بريطانيا الكبرى 1955 هو سباق فورمولا 1 أقيم بتاريخ 16 يوليو 1955 في ليفربول، إنجلترا. كان السادس من أصل 7 في بطولة العالم لسباقات الفورمولا واحد موسم 1955. حلّ البريطاني ستيرلنغ موس أولا بينما جاء الأرجنتيني خوان مانويل فانجيو في المركز الثاني وحصل على المركز الثالث الألماني كارل كلينغ.

## الترتيب النهائي
|         | الترتيب | السائق             | النقاط |
| ------- | ------- | ------------------ | ------ |
|         | 1       | خوان مانويل فانجيو | 33     |
|         | 2       | ستيرلنغ موس        | 22     |
|         | 3       | موريس ترنتينيان    | 11 1⁄3 |
|         | 4       | جوزيبي فارينا      | 10 1⁄3 |
|         | 5       | بوب سويكرت         | 8      |
| المصدر: |         |                    |        |